# Ajustement structurel
Ne pas confondre avec la notion d'ajustement structurel, ou variation du solde structurel, en politique budgétaire des pays européens.
Un programme d’ajustement structurel (terme dérivé de l'anglais structural adjustment) est un programme de réformes économiques que le Fonds monétaire international (FMI) ou la Banque mondiale mettent en place pour permettre aux pays touchés par de grandes difficultés économiques de sortir de leur crise économique.
Il s’agit d’un ensemble de dispositifs dont certains agissent sur la conjoncture et d'autres sur les structures et qui résultent d'une négociation entre un pays endetté et le Fonds monétaire international (FMI) pour modifier le fonctionnement économique du pays (le FMI conditionnant son aide à la mise en place de réformes de caractère libéral qu'il considère pérennes, comme la marchandisation des biens communs, la dérégulation de l'économie et l'ouverture au libre marché mondial). Ces crédits sont dénommés entre autres prêts d'ajustement structurel ou des prêts d'ajustement sectoriel (Structural adjustment loans ou sectoral adjustment loans).
Les crédits sont débloqués par tranches successives à mesure que le programme d’ajustement structurel est mis en place.

## Types de mesures, ou d'évolutions spontanées, pouvant avoir une incidence positive pérenne sur la structure économique du pays
Les mesures concernent notamment :
- des dispositions législatives favorisant l'initiative économique, le fonctionnement du marché et les investissements étrangers propices au développement, permettant entre autres l'ajustement spontané des agents économiques à la situation locale et à l'environnement mondial ;
- des dispositions de « gouvernance » contre la corruption, la bureaucratie et l'emprise de clans sur l'économie ;
- une meilleure diffusion du savoir et un encouragement de l'innovation ;
- l'amélioration des infrastructures selon des modes évitant le clientélisme et limitant la constitution de monopoles ;
- un système fiscal plus incitatif aux initiatives et à la croissance économique.

Un ajustement structurel, en tant qu'outil de transformation des modes de fonctionnement d'une économie (davantage de liberté pour les agents économiques par exemple) se distingue ainsi d'une action de politique conjoncturelle, visant à lisser l’activité économique ou à faire face à des problèmes de déficit public (politique de rigueur, politique de relance).

## Négociations
Le détail des moyens à mettre en œuvre fait l'objet d'une négociation impliquant trois partenaires :
- les gouvernements des États en difficulté : chargés de proposer et de préparer des plans pour sortir leur pays de la crise ;
- le Fonds monétaire international : chargé de la restructuration de la dette extérieure et intérieure du pays ;
- la Banque mondiale : chargée du financement des mesures nationales de restructuration et d'ajustement.

Le programme économique qui sous-tend un accord est formulé par le pays en consultation avec l'institution, puis soumis au Conseil d'administration du FMI dans une « lettre d'intentions ». Celle-ci reprend les engagements du pays concerné, qui constituent autant de conditions (voir plus bas). Le FMI suit leur mise en place et accorde au pays des crédits pour poursuivre ces réformes.

### Conditions (engagements des pays emprunteurs)
Les étapes de suivi du programme sont appelées conditionnalités.
Un exemple de réformes recommandées par le FMI et planifiées en 1997/1998 est donné à l'article Conditionnalité (aide internationale). L'un des points centraux est la libéralisation des échanges.
Parmi les types de conditions, certaines peuvent être considérées comme des actions proprement structurelles :
- politique d'austérité ;
- privatisation des entreprises d'État : le but est soit d'élaguer les entreprises qui pèsent sur le budget de l'état par leurs déficits chroniques, soit de réaliser l'actif pour diminuer l'endettement pour les entreprises rentables ;
- lutte contre la corruption ;
- non-discrimination de l'investissement : augmentation des droits des investisseurs étrangers ;
- réformes visant à supprimer les entraves au développement économique.

#### Critiques des conditionnalités
Les réformes préconisées par le FMI ont suscité des critiques, à la fois de la part des populations concernées (en Argentine, de la part de Néstor Kirchner, par exemple), aussi bien que de certains économistes partisans du nouveau keynésianisme (comme Joseph E. Stiglitz).
Les conséquences sociales sont généralement douloureuses pour les populations. Le FMI lui-même a reconnu quelques erreurs dans sa politique et entamé des réformes.
Si le FMI se défend de préconiser des politiques réduisant les dépenses sociales, la perception par les populations est souvent bien différente.
La dévaluation de la monnaie, autre mesure souvent préconisée par le FMI, est elle aussi souvent contestée.
À partir de 1999, les institutions des accords de Bretton Wood (FMI, Banque mondiale) intègrent les critiques qui ont été adressées aux mesures d'ajustement structurel en raison des échecs constatés, critiques qui remettent en cause la légitimité de ces institutions. Elle réorientent leurs actions vers la lutte contre la pauvreté, et passent du financement de projets ciblés à des financements budgétaires globaux. L'objectif affiché est de laisser les pays bénéficiaires décider eux-mêmes de l'allocation des fonds, et des mesures à prendre.

## Les ajustements structurels sectoriels (Banque mondiale)
La Banque mondiale intervient dans le financement des restructurations économiques de secteurs ou d'administrations à problème dans les pays en développement.
Elle aide par des prêts les ajustements structurels en dehors des périodes de crise, dans une optique de prévention de celles-ci.
Ainsi les programmes d'ajustement des secteurs en difficultés sont-ils proposés, comme dans le cas du FMI, par les gouvernements et la société civile. Des conditionnalités sont là également pour valider les étapes que se sont fixées les pays et débloquer les échéances d'aide.
Enfin, la libéralisation des échanges est une réforme quasiment systématiquement prônée par la Banque mondiale afin d'améliorer la compétitivité des secteurs industriel, tertiaire ou agricole du pays et préparer son insertion dans le commerce international.